# تكيف زمني
التكيّف الزمني، والمعروف أيضاً باسم التكيّف البيئي الدقيق، هو نوع من تكيفية النمط الظاهري التي تنطوي على تغير النمط الظاهري للكائنات الحية استجابةً للتغيرات في البيئة بمرور الوقت. يمكن للحيوانات الاستجابة للتغيرات البيئية قصيرة الأجل مع التغيرات الفسيولوجية (القابلة للعكس) والتغيرات السلوكية، أما النباتات المستقرة، تستجيب للتغيرات البيئية قصيرة الأجل مع كلٍ من التغيرات الفسيولوجية والتنموية (غير القابلة للعكس).
يحدث هذا التكيف على نطاق زمني يتفاوت من دقائق إلى أيامٍ وفصول، في البيئات المتغيرة والتي يمكن التنبؤ بها خلال عمر الفرد. حيث يعتبر الفرد قابلاً للتكيف إذا أدت الاستجابة المظهرية لديه إلى زيادة اللياقة البدنية. يمكن ملاحظة التغيرات المظهرية غير القابلة للعكس في الكائنات الميتاميرية مثل النباتات التي تعتمد على الحالة (الحالات) البيئية التي تطور كل ميتامر بناءً عليها. في ظل بعض الظروف، يمكن أن يؤثر التعرض المبكر لضغوطات محددة على كيفية قدرة النبات الفردية على الاستجابة للتغيرات البيئية المستقبلية (الميتابلاستيكية).

## التكيّف القابل للعكس
يعرَّف التكيّف القابل للعكس على أنه التغير الذي يحدث استجابة لضغوط بيئية، ولكنه يعود إلى حالته الطبيعية عندما لا يكون الضغط موجوداً. من المرجح أن تكون التغييرات القابلة للعكس قابلة للتكيّف مع الكائن الحي عندما يكون الضغط الذي يسبب هذا التغيير مؤقتاً، ومن المرجح أيضاً أن يتعرض له الكائن الحي مرة أخرى خلال حياته. غالباً مايتضمن التكيف القابل للعكس تغييرات في علم وظائف الأعضاء أو السلوك. فالنباتات المعمرة، التي غالباً ما تعاني من ضغوط متكررة في بيئتها بسبب نقص التنقل، حيث تستفيد بشكل كبير من التكيّف الفسيولوجي القابل للعكس مثل التغيرات في امتصاص الموارد وتخصيصها. عندما تكون العناصر الغذائية الأساسية منخفضة، يمكن أن تزداد معدلات امتصاص الجذور والأوراق، وتستمر بمعدل مرتفع حتى يكون هناك المزيد من العناصر الغذائية المتاحة في التربة ويمكن أن تعود معدلات الامتصاص بعدها إلى حالتها الطبيعية.

## التكيّف الذي لا رجعة فيه
توصف التكيّفات التي لا رجعة فيها بأنها تغييرات يبقى أثرها في الكائن الحي بعد توقف الضغط البيئي. تميل التحولات البيئية في التكيّفات التي لا رجعة فيها في الكائن الحي إلى التغير بسرعة قليلة، مثل زيادة درجات الحرارة تدريجياً. غالبا ما يؤدي ذلك إلى تغييرات دائمة في الشكل أو في العملية التنموية للكائن الحي (التكيّفات التنموية). النباتات متكيفة للغاية وتميل إلى اظهار العديد من التغيرات التنموية التي لا رجعة فيها، مثل التحولات في توقيت نمو البراعم والزهور.
في الحيوانات، تستفيد العديد من الكائنات الحية من وجود أشكال متعددة في السكن تنشأ أثناء تطور الاستجابة للظروف البيئية. على سبيل المثال، ستشكل قواقع المياه العذبة المزيد من الأصداف الكروية عند وجود حيوان مفترس (سمك شمسي بلوجيل) وأصداف مخروطية عندما تكون الحيوانات المفترسة غائبة. أشكال القشرة هذه دائمة ولا يمكن إعادتها، حتى لو تغيرت الحالة للحيوانات المفترسة في بيئة الحلزون.

## أمثلة
يمكن عكس السمات التكيفية الشكلية والتنموية في بعض الحالات، وهناك بعض الاستجابات الفسيولوجية التي يمكن أن تكون لا رجعة فيها، والتي تختلف عن الاتجاه النموذجي. أحد الأمثلة على السمات التكيّفية التنموية التي يمكن عكسها هو التحول في شكل الفم في الدودة المستديرة( نوع من الديدان آكلة اللحوم )، عند التعرض لتغيرات في نوع الطعام وتوافره.
مثال ثان على السمات التكييفية التنموية القابلة للعكس هو طول الإغوانا البحرية في غالاباغوس، حيث ينخفض استجابةً لظروف الطقس في إل نينيو؛ لأن الإمدادات الغذائية للطحالب تقل في تلك الظروف، ولكنها تزداد خلال مواسم النينيا. يتزامن هذا التغيير في توافر الطعام مع التغيرات في حجم الإغوانا خلال الموسم.
مثال فريد ومعقد على السمات التكييفية هو التمويه، وهو تكيف يسمح للحيوانات بتجنب الحيوانات المفترسة عن طريق الاختباء على مرأى من الجميع. الآليات الكامنة وراء التمويه ليست هي نفسها في جميع الأنواع - يمكن أن تكون شكلية أو فسيولوجية أو سلوكية أو حتى مجموعة من السمات. يمكن أن يكون التمويه أيضاً لا رجعة فيه أو عكسه؛ اعتماداً على نوع الحيوان. يمكن أن يكون التمويه لا رجعة فيه عند تعيين أنماط الألوان أو السمات الشكلية الأخرى أثناء التطور. ومع ذلك، يمكن أيضاً عكس التمويه، مع اللون والملمس والتغيرات السلوكية استجابةً للتهديدات الفورية (على سبيل المثال، الأخطبوط المقلد).
في بعض الحالات، يمكن عكس نفس التغيير الدقيق في النمط الظاهري في نوع معين من الكائنات ولا رجعة فيه فيرنوع آخر. على سبيل المثال، تعبر كل من نباتات البازلاء والقمح عن تغيرات في نمو الجذور بسبب الإشارات البيئية، ولكن التغييرات دائمة فقط للقمح.
في بعض الأحيان يمكن أن يحدث هذا حتى داخل نفس النوع، بسبب النتائج التي لا يمكن التنبؤ بها إلى حد كبير للتفاعلات بين التركيب الجيني للفرد وتجاربه البيئية المحددة.

### تطوير الأوراق
أوراق دييسراندرا الخطية التي تزرع في بداية تطورها في محيط درجة حرارته منخفضة، تكون أكثر سمكاً وأوسع، وتمتلك ثغوراً أقل من تلك التي نمت في وقت لاحق من نفس العام.

### كثافة الجذر
في أوقات توافر المغذيات المتفرقة، تزداد كثافة الجذور الدقيقة من أجل امتصاص العناصر الغذائية بشكل أكثر كفاءة. في أوقات غمر المياه، ستزيد النباتات كتلة الجذر استجابة للاستفادة من المياه الزائدة في البيئة.

### امتصاص المغذيات
النباتات قادرة على ضبط درجة امتصاص العناصر الغذائية من خلال أوراقها. يميل الامتصاص إلى أن يكون غير مكتمل في البيئات الغنية بالمغذيات، وعلى العكس من ذلك، غالباً ما تؤدي البيئات الفقيرة بالمغذيات إلى امتصاص كامل في النباتات.

### شكل الأوراق
تختلف أشكال الأوراق المزروعة خلال موسم الجفاف عن تلك التي تزرع في المواسم الرطبة. حيث كانت الأوراق المزروعة خلال موسم الجفاف أطول وأضيق مقارنة بتلك التي تزرع خلال موسم الأمطار، وتمتلك كثافة تريشوم أعلى، ومستويات أقل من الأنثوسيانين.